# Sokolnik (pomnik)
Sokolnik (ang. The Falconer) – posąg z brązu na granitowym cokole w Central Parku na Manhattanie w Nowym Jorku autorstwa brytyjskiego rzeźbiarza George′a Blackalla Simondsa, odsłonięty 31 maja 1875. Pomnik stojący na naturalnej formacji skalnej przedstawia młodego sokolnika w elżbietańskim stroju, trzymającego na uniesionej lewej dłoni sokoła wzbijającego się w powietrze.

## Historia pomnika
Autor posągu George Blackall Simonds był zapalonym sokolnikiem, a później został sfotografowany z sokołem na swoim oficjalnym portrecie. Oryginalny Sokolnik został stworzony w 1871 dla Triestu we Włoszech i pokazany na wystawie Royal Academy of Arts w 1875. Wydaje się, że George Kemp (1826–1893), bogaty kupiec urodzony w Irlandii, który później żył w Nowym Jorku, tak bardzo podziwiał pomnik, że zlecił pełnowymiarową replikę w Central Parku odsłoniętą również w 1875.
Od czasu odsłonięcia, Sokolnik doznał znacznych szkód spowodowanych przez warunki atmosferyczne i wandalizm. W 1937 pomnik był w niebezpieczeństwie obalenia się, dopóki nie został podparty i odświeżony przez władze Central Parku. W wyniku wandalizmów (m.in. skradziono sokoła) w 1957 władze Nowego Jorku zadecydowały o przeniesieniu posągu do magazynu. W 1982 wykonano nową rękę oraz sokoła i połączone je z resztą pomnika, który ponownie ustawiono w Central Parku.

## Galeria

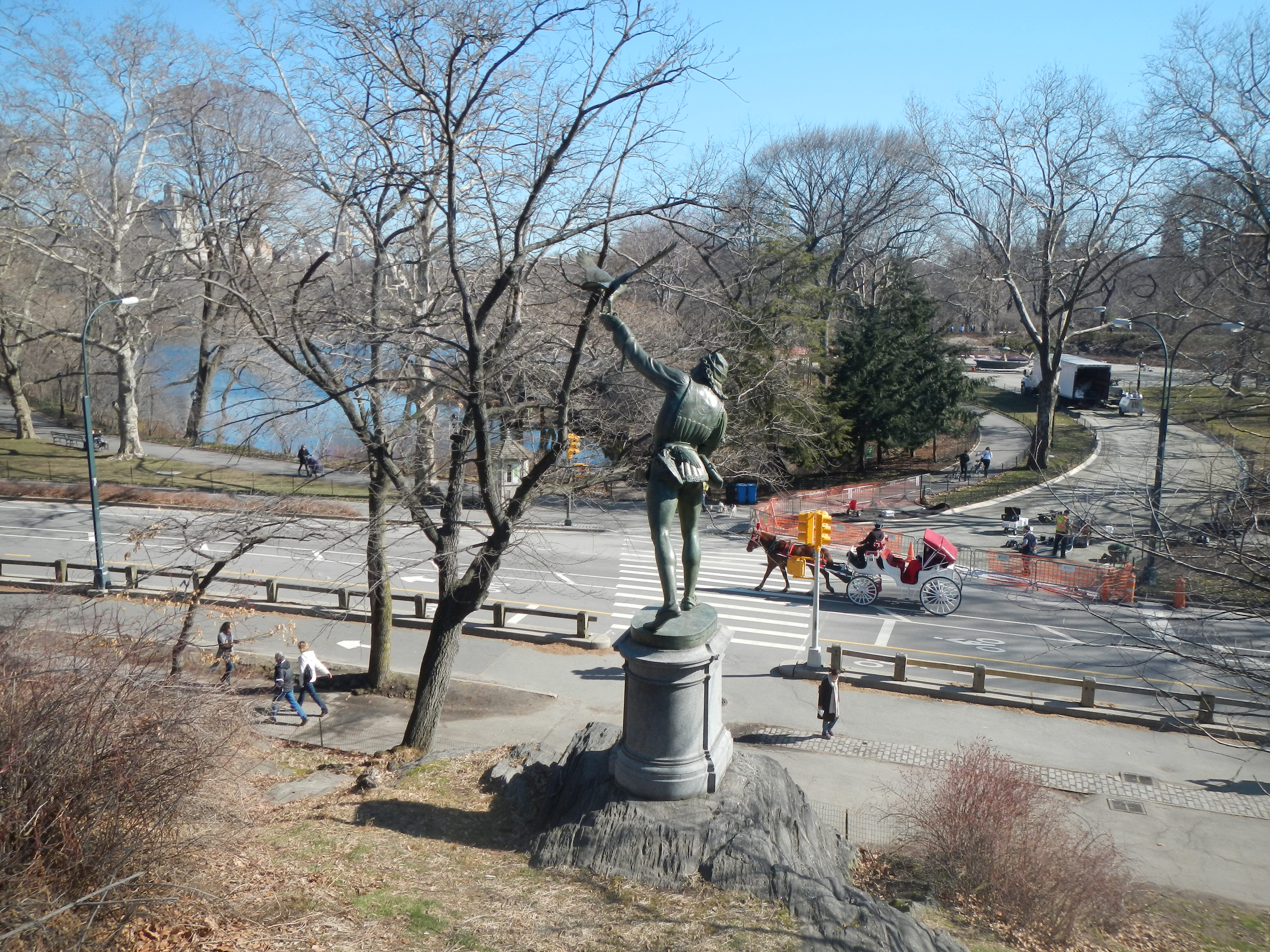
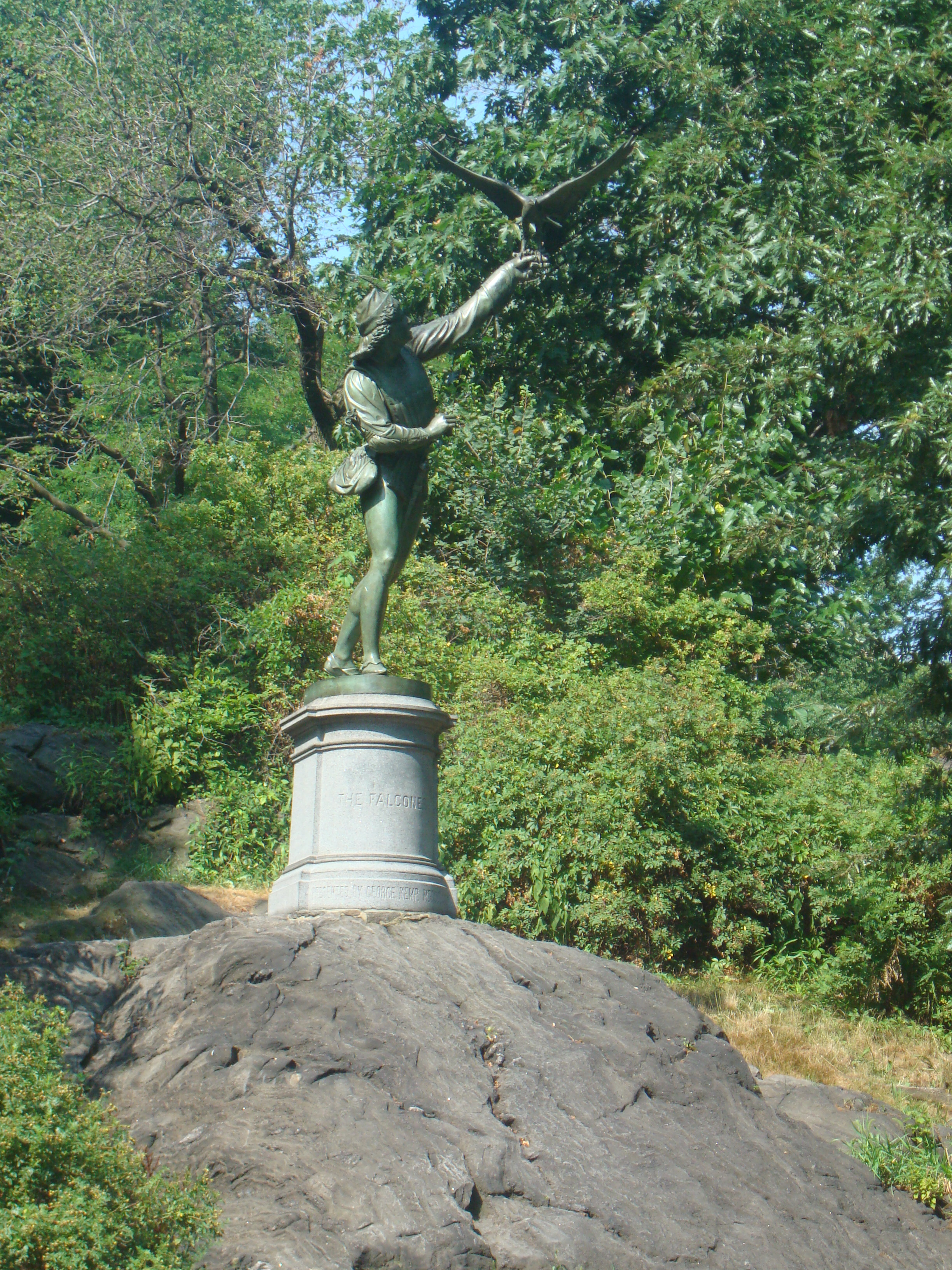